# T'ien shu
Il T'ienshu è un'arte marziale creata in Italia nel 1970 da Fernando Tronnolone.
La parola è composta da due termini: (T'ien=quiete, pacifico) e (Shu=arte, metodo, sistema). Il suo significato sta per: "Arte della pace, della quiete interiore".

## Storia

### Le origini
Deriva da alcune arti marziali presenti in Italia negli anni '60, tuttavia questo metodo pone l'accento sul valore dell'individuo, sul singolo praticante, e non su questa o quella determinata tecnica o su questo o quello specifico stile.

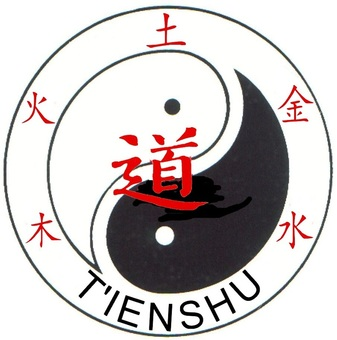
Il simbolo del T'ienshu

### L'evoluzione
Nel corso degli anni '70 lo stesso caposcuola cercò di avvicinare la mentalità occidentale ai principi classici della filosofia cinese(questo il motivo per cui anche se la disciplina è europea ha assunto il nome: T'ien Shu), in particolar modo al trittico Tao Yin Yang ed ai Cinque elementi (Terra, Metallo, Acqua, Legno e Fuoco) con i suoi due cicli (generativo e di controllo), non interpretati però secondo la concezione taoista ma con concetti diversificati” nel T'ienshu quale disciplina marziale occidentale. Egli, infatti, pur rispettando contenuto, finalità e significato della filosofia cinese riguardo al trittico Tao Yin Yang ed ai Cinque Elementi, ritenne opportuno avvicinare dei concetti comprensibili alla mentalità occidentale, definendo il trittico Tao Yin Yang ed i Cinque Elementi quali componenti dell'uomo nella sua totalità ed all'interno dell'ambiente in cui egli vive e si realizza.
Rimanendo saldi questi principi teorici, ormai cardini della disciplina del T'ienshu, il Caposcuola, consapevole dei mutamenti che avvengono nella società e nell'ambiente, ha istituito una regola basilare ed indispensabile affinché la stessa disciplina potesse percorrere fasi evolutive e di crescita, non fossilizzandosi ma sviluppandosi attraverso cicli quinquennali, in modo tale da aggiornarsi, adeguandosi ed adattandosi nei vari quinquenni succedutisi. A tutt'oggi, a partire dalla sua fondazione nel 1970, il T'ienshu ha superato ben nove quinquenni adattandosi a diverse realtà durante il suo percorso di crescita e formativo.

### Il riconoscimento CONI
Dopo circa 20 anni dalla sua creazione e varie codifiche e aggiornamenti teorico-applicativi, viene riconosciuta come disciplina marziale nel 1989 dalla Federazione Italiana Wushu, già FIWuK CONI, e nel 1994 dall'Ente sportivo ASI, attuale Associazioni sportive sociali italiane, ente riconosciuto dal CONI, con il quale collabora, avendo il coordinamento nazionale della disciplina.

## Caratteristiche
Si basa su un modello di attacco ideato e codificato dal fondatore con l'acronimo: CSTB (colpire - spingere - tirare - bloccare); in base a questo modello di attacco libero, vengono presentate, tramite programmi, la metodologia di difesa sia di base che avanzate.

## Utilizzo
Lo stesso Tronnolone ha fatto sì che questo sistema, questo metodo di autodifesa, nelle attività di formazione teorica, si interfacciasse con tematiche come: il bullismo tra i teenager, la violenza contro le donne, la prevenzione e pericolo negli ambienti esterni, le insidie nei social network rete sociale, il cyberbullismo, ma soprattutto, insegnare a distinguere e comprendere a fondo, in modo pragmatico le differenze tra simulazione e realtà, dove ad esempio, affrontare un uomo armato nella realtà non è come simularlo in palestra perché per la strada, in caso di violenza, non esistono regole, principi etico-morali o rispetto che tengano, ma solo la consapevolezza di ciò che si è e dei propri limiti.